# Tudo sobre Mim
Tudo sobre Mim é o segundo álbum ao vivo da cantora brasileira Shirley Carvalhaes, lançado no ano de 2004 pela gravadora Art Gospel. A gravação foi realizada no Teatro Gazeta, Avenida Paulista (São Paulo).

## Faixas da versão em CD
1. Santo, Santo - 05:39
2. Dono de Tudo - 04:34
3. Tudo sobre Mim - 04:29
4. Basta uma Palavra - 04:55
5. Eu Sou o Teu Deus - 04:28
6. Tem que ser Fiel - 04:04
7. Em Nome de Jesus - 03:24
8. Vendavais - 04:25
9. Mãos Ungidas - 04:03
10. Faraó ou Deus - 05:49
11. Ditosa Cidade - 04:18
12. De Coração pra Coração - 03:58
13. Deus Tremendo - 03:55
14. Nossa Canção - 04:55

## Faixas da versão em DVD
1. Santo, Santo - 05:39
2. Mãos Ungidas - 04:03
3. Deus Tremendo - 03:55
4. Vendavais - 04:25
5. Há uma Saída - 06:08
6. Basta uma Palavra - 04:55
7. Tudo sobre Mim - 04:29
8. Dono de Tudo - 04:34
9. Ditosa Cidade - 04:18
10. Faraó ou Deus - 05:49
11. Eu Sou o Teu Deus - 04:28
12. Tem que ser Fiel - 04:04
13. Em Nome de Jesus - 03:24
14. De Coração pra Coração - 03:58
15. Nossa Canção - 04:55